# Plaisirs pervers

Plaisirs pervers (Les Premières lueurs de l'aube - St. Pauli zwischen Nacht und Morgen) est un film allemand réalisé par José Bénazéraf en 1967, sorti au cinéma en 1967 en Allemagne de l'Ouest et en 1968 en France. C'est un des rares films qui n'a pas été produit par José Benazeraf.

## Remarque
Le film n'existe qu'en version allemande sous-titrée en français, José Benazeraf ayant refusé de faire la version française, le sous-titrage d'un film étant aussi plus économique qu'un doublage. Le film est sorti à Paris au cinéma Midi-Minuit en vost. Le film a été reprogrammé plusieurs fois en 1973 au cinéma Le Ranelagh, lors d'un Festival José Benazeraf (deux semaines).

## Synopsis
La police de Hambourg s'intéresse aux agissements d'une bande de trafiquants de drogue qui utilisent une boîte de nuit comme couverture ; un jeune inspecteur, du nom de Killian Jacq, séduit une prostituée et se fait admettre dans le gang avant l'exécution d'un hold-up. Le coup ayant réussi, il tue ses complices et s'enfuirait avec le butin s'il n'était abattu par la police.

## Fiche technique
- Titre : Les Premières lueurs de l'aube (Plaisirs pervers)
- Titre original : St. Pauli zwischen Nacht und Morgen
- Réalisation : José Bénazéraf
- Scénario : Wolfgang Steinhardt, José Benazeraf
- Musique : Frank Valdor
- Production : Erwin C. Dietrich
- Images : George Balogh, Peter Baumgartner Noir et blanc
- Tourné à Hambourg
- Durée : 80 minutes
- Pays :  Allemagne de l'Ouest
- Date de sortie : 7 février 1968

## Distribution
- Eva Christian
- Dunja Rajter
- Rolf Eden
- Helmut Förnbacher
- Bob Iller
- Tom Riedel